# Orléans-i Amália portugál királyné
Amélie d’Orléans (magyarosan Orléans-i Amália, teljes nevén Mária Amália Lujza Ilona, portugálul: Amélia de Orleães; London, Nagy-Britannia és Írország Egyesült Királysága, 1865. szeptember 28. – Le Chesnay, Negyedik Francia Köztársaság, 1951. október 25.), a Bourbon-ház orléans-i ágából származó francia hercegnő, Philippe d’Orléans, Párizs grófja és Marie Isabelle d’Orléans hercegnő legidősebb leánya, aki Károly infánssal kötött házassága révén portugál infánsné, majd hitvese trónra léptét követően Portugália és Algarve utolsó királynéja 1889-től férje 1908-as meggyilkolásáig.

## Származása
Amália hercegnő 1865. szeptember 28-án született Londonban, mivel szülei az 1848-as francia februári forradalom elől ide menekültek száműzetésbe. Apja Philippe d’Orléans, Párizs grófja, egyben francia trónörökös, aki Ferdinand-Philippe d’Orléans trónörökösherceg és Ilona mecklenburg–schwerini hercegnő legidősebb fiúgyermeke volt. Apai nagyapai dédszülei I. Lajos Fülöp francia király és Bourbon–Szicíliai Mária Amália királyné (I. Ferdinánd nápoly–szicíliai király leánya), míg apai nagyanyai dédszülei Frigyes Lajos mecklenburg–schwerini trónörökös herceg és Szász–Weimar–Eisenachi Karolina Lujza (Károly Ágost szász–weimar–eisenachi nagyherceg leánya) voltak.
Édesanya szintén a Bourbon-ház orléans-i ágból származott, Marie Isabelle d’Orléans infánsnő, Antoine d’Orléans, Montpensier hercege és Spanyolországi Lujza Ferdinanda infánsnő legidősebb leánygyermeke volt. Anyai nagyapai dédszülei szintén I. Lajos Fülöp francia király és Bourbon–Szicíliai Mária Amália királyné voltak, míg anyai nagyanyai dédszülei VII. Ferdinánd spanyol király és Bourbon–Szicíliai Mária Krisztina királyné (szintén I. Ferdinánd nápoly–szicíliai király leánya) voltak. Mivel apai és anyai nagyapjai testvérek voltak, így szülei közeli rokoni kapcsolatban álltak, első-unokatestvérek voltak.
Amália hercegnő volt szülei nyolc gyermeke közül a legidősebb. Felnőttkort megért testvére között olyan magas rangú személyek vannak mint Fülöp, Orléans hercege; Ilona hercegnő, Savoyai Emánuel Filibert aostai herceg hitvese; Izabella hercegnő, Jean d’Orléans, Guise hercegének felesége; valamint Lujza hercegnő, aki Károly Mária nápoly–szicíliai királyi herceg hitvese lett és Ferdinánd, Montpensier hercege.

## Házassága és gyermekei
A hercegnő férje a Bragança–Szász–Coburg–Gothai-házból származó Károly portugál infáns lett. Károly volt I. Lajos portugál király és Savoyai Mária Pia királyné (II. Viktor Emánuel szárd–piemonti király leányának) elsőszülött fia. Kettőjük házasságára 1886. május 22-én került sor Lisszabonban. I. Lajos király 1889. október 19-én bekövetkezett halálával Károly infáns került a trónra, ezzel pedig Amáliából Portugália és Algarve királynéja lett. Kapcsolatukból összesen három gyermek született:
- Lajos Fülöp infáns (1887. március 21. – 1908. február 1.), apja örököse, meggyilkolták
- Mária Anna infánsnő (1887. december 14.), születése napján elhunyt
- Mánuel infáns (1889. november 15. – 1932. július 2.), apja és fivére halálát követően portugál király